# Klaus Badelt
Klaus Badelt (Frankfurt am Main, 12 de junho de 1967) é um compositor erudito alemão.
Começou sua carreira musical compondo para muitos filmes de sucesso e comerciais. Em 1998, o premiado compositor de trilhas sonoras Hans Zimmer convidou Badelt para trabalhar na Media Ventures em Santa Mônica (Califórnia), estúdio coordenado por Jay Rifkin. No começo, Badelt trabalhou em um certo número de filmes e projetos para televisão como The Time Machine e K-19: The Widowmaker. Ele também colaborou com projetos com outros compositores como Harry Gregson-Williams, John Powell, e Zimmer.

## Filmografia
- Extreme Days (2001)
- Invincible (2001) - com Hans Zimmer
- The Pledge (2001) - com Hans Zimmer
- Equilibrium (2002)
- K-19: The Widowmaker (2002)
- The Time Machine (2002)
- Teknolust (2002)
- Pirates of the Caribbean: The Curse of the Black Pearl (2003)
- Beat the Drum (2003)
- Basic (2003)
- Ned Kelly (2003)
- The Recruit (2003)
- Catwoman (2004)
- Thunderbirds (2004)
- The Promise (2005)
- Constantine (2005) - com Brian Tyler
- Rescue Dawn (2006)
- Miami Vice (2006) - com John Murphy
- Poseidon (2006)
- 16 Blocks (2006)
- Ultraviolet (2006)
- Redline (2007)
- Heaven and Earth (2007)
- Skid Row (2007)
- Premonition (2007)
- TMNT (2007)
- Pour Elle (2008)
- Dragon Hunters (2008)
- Le Petit Nicolas (2009)
- Solomon Kane (2009)
- Waking Madison (2009)
- Killshot (2009)
- L'Arnacœur (2010)
- Dead of Night (2010)
- Shanghai (2010)
- The Extra Man (2010)
- Dylan Dog:Dead of Night (2011)